# Liste de jeux Infogrames Entertainment
Liste non exhaustive des jeux vidéos édités en Europe par l'entreprise française Infogrames Entertainment sous ses deux différents noms : « Infogrames » et « Atari ».

## Liste de jeux édités sous le nom «Infogrames»
| Titres                               | Developpeurs                                                                                      | Plate(s)-forme(s) | Date de publication |
| ------------------------------------ | ------------------------------------------------------------------------------------------------- | --- | --- |
| Alone In the Dark                    | Infogrames Krisalis (3DO)                                                                         | MS-DOS 3DO Interactive Multiplayer | - MS-DOS : 1992 - 3DO : 1994                                                                                              |
| Alone In the Dark 2                  | Infogrames                                                                                        | MS-DOS Saturn Playstation | - MS-DOS : 1993 - Saturn, Playstation : 3 mai 1996                                                                        |
| Les Schtroumpfs                      | Infogrames (MD, SNES, Mega-CD) Bit Managers (GB, NES, MS, GG, GBA) East Point Software (PC)       | Windows Nintendo Entertainment System Master System Mega Drive Super Nintendo Entertainment System Mega-CD Game Boy Game Gear Game Boy Advance | - GB : 1993 - NES, MS, MD, SNES, Mega-CD, GG : 1994 - PC : 1997 - GBA : 2001                                              |
| Shadow of the Comet                  | Infogrames                                                                                        | MS-DOS | - MS-DOS : 25 mars 1993                                                                                                   |
| Alone In the Dark 3                  | Infogrames                                                                                        | MS-DOS Windows | - MS-DOS : 1994 - PC : 1996                                                                                               |
| Spirou                               | Infogrames Bit Managers (GB)                                                                      | MS-DOS Windows Mega Drive Super Nintendo Entertainment System Game Boy                                                                         | - MD : 20 septembre 1995 - MS-DOS, PC, SNES, GB : 29 septembre 1996                                                       |
| Tintin au Tibet                      | Infogrames East Point Software (PC) Bit Managers (GBC)                                            | Windows Megadrive Super Nintendo Entertainment System Game Boy Game Gear Game Boy Color                                                        | - SNES : Octobre 1995 - PC, MD, GB, GG : Avril 1996 - GBC : 2001                                                          |
| Tintin: Le temple du soleil          | Infogrames (SNES) East Point Software (PC) Bit Managers (GB, GBC)                                 | Windows Super Nintendo Entertainment System Game Boy Game Boy Color                                                                            | - PC, SNES, GB : 9 fevrier 1997 - GBC : 8 septembre 2000                                                                  |
| V-Rally                              | Eden Games                                                                                        | Playstation | - Playstation : Juillet 1997                                                                                              |
| Wetrix                               | Zed Two                                                                                           | Windows Nintendo 64 Game Boy Color | - N64 : 16 juin 1998 - GBC : 29 septembre 2000 - PC : 16 février 2001                                                     |
| Heart of Darkness                    | Amazing Studios                                                                                   | Windows Playstation | - Playstation : 4 juillet 1998 - PC : 31 juillet 1998                                                                     |
| V-Rally 2                            | Eden Games                                                                                        | Windows Playstation Dreamcast | - Playstation : 30 juin 1999 - DC : 24 juillet 2000 - PC : 22 septembre 2000                                              |
| Demolition Racer                     | Pitbull Syndicate                                                                                 | Playstation | - Playstation : 28 septembre 1999                                                                                         |
| Silver                               | Spiral House                                                                                      | Windows Dreamcast | - PC : 29 septembre 1999 - DC : 23 juin 2000                                                                              |
| Pen Pen                              | General Entertainment                                                                             | Dreamcast | - DC : 18 juillet 1998 |
| Mission Impossible                   | Infogrames                                                                                        | Nintendo 64 | - nintendo 64 : 9 novembre 1997                                                                                           |
| 24 Heures du Mans                    | Eutechnyx (PC, Playstation) Infogrames Melbourne House (DC, PS2) Velez & Dubail (GBC)             | Windows Playstation Dreamcast Playstation 2 Game Boy Color                                                                                     | - Playstation : 26 novembre 1999 - PC : 1 aout 2000 - DC : 17 novembre 2000 - GBC : 14 décembre 2000 - PS2 : 22 juin 2001 |
| Worms Armageddon                     | Infogrames Lyon House                                                                             | Nintendo 64 Game Boy Color | - GBC : 19 janvier 2000 - N64 : 30 mars 2000                                                                              |
| N-Gen Racing                         | Curly Monsters                                                                                    | Playstation | - Playstation : 12 mai 2000                                                                                               |
| Les fous du volant                   | Infogrames Sheffield House (DC, PS2) Appaloosa Interactive (PC, Playstation) Velez & Dubail (GBC) | Windows Playstation Dreamcast Playstation 2 Game Boy Color                                                                                     | - DC, GBC : 30 juin 2000 - PC, Playstation : 16 septembre 2000 - PS2 : 29 juin 2001                                       |
| Looney Tunes: Space Race             | Infogrames Melbourne House                                                                        | Dreamcast Playstation 2 | - DC : 17 novembre 2000 - PS2 : 8 février 2002                                                                            |
| Driver 2                             | Reflections Interactive Sennari Interactive (GBA)                                                 | Playstation Game Boy Advance | - Playstation : 17 novembre 2000 - GBA : 4 octobre 2002                                                                   |
| Driver                               | Crawfish Interactive                                                                              | Game Boy Color | - GBC : 2001 |
| Nicktoons Racing                     | Software Creations Crawfish Interactive (GBA)                                                     | Playstation Game Boy Advance | - Playstation : 2001 - GBA : 2002                                                                                         |
| Looney Tunes Racing                  | Circus Freak Studios Xantera (GBA)                                                                | Playstation Game Boy Color | - Playstation : 16 mars 2001 - GBC : 15 juin 2001                                                                         |
| UEFA Challenge                       | Infogrames Sheffield House                                                                        | Windows Playstation Playstation 2 | - Playstation : 13 avril 2001 - PC : 4 mai 2001 - PS2 : 29 juin 2001                                                      |
| Unreal Tournament                    | Epic Games, Digital Extremes                                                                      | Dreamcast Playstation 2 | - PS2 : 20 avril 2001 - DC : 29 juin 2001                                                                                 |
| Desperados: Wanted Dead or Alive     | Spellbound Software                                                                               | Windows | - PC : 20 avril 2001 |
| Alone In the Dark: The New Nightmare | Darkworks (Playstation, DC) Spiral House (PC, PS2) Pocket Studios (GBC)                           | Windows Playstation Dreamcast Playstation 2 Game Boy Color                                                                                     | - Playstation : 18 mai 2001 - PC, DC : 22 juin 2001 - PS2 : 28 septembre 2001 - GBC : 18 mai 2001                         |
| Une faim de loup                     | Infogrames Lyon House                                                                             | Windows Playstation | - Playstation : 23 mai 2001 - PC : 14 septembre 2001                                                                      |
| Asterix Maxi-Delirium                | Infogrames                                                                                        | Windows Playstation | - PC, Playstation : 30 mai 2001                                                                                           |
| Lucky Luke: La fièvre de l'Ouest     | Kalisto Entertainment                                                                             | Windows Playstation | - PC, Playstation : 31 octobre 2001                                                                                       |
| Civilization III                     | Firaxis                                                                                           | Windows | - PC : 1 novembre 2001 |
| Loons: The Fight for Fame            | Warthog Studios                                                                                   | Xbox | - Xbox : 27 septembre 2002                                                                                                |
| Taz Wanted                           | Blitz Games                                                                                       | Playstation 2 Gamecube Xbox | - PS2, Xbox : 27 septembre 2002 - Gamecube : 10 octobre 2002                                                              |
| RollerCoaster Tycoon 2               | Chris Sawyer                                                                                      | Windows | - PC : 18 octobre 2002 |
| Micro Machines                       | Infogrames Sheffield House Paragon 5 (GBA)                                                        | Playstation 2 Gamecube Xbox Game Boy Advance                                                                                                   | - PS2, Xbox : 8 novembre 2002 - Gamecube : 17 janvier 2003 - GBA : 21 fevrier 2003                                        |
| Big Air Freestyle                    | Paradigm Entertainment                                                                            | Gamecube | - Gamecube : 8 novembre 2002                                                                                              |
| Zapper: Le criquet ravageur !        | Blitz Games Atomic Planet Entertainment (GBA)                                                     | Windows Playstation 2 Gamecube Xbox Game Boy Advance                                                                                           | - PC, PS2, Gamecube, Xbox, GBA : 14 mars 2003                                                                             |
| RollerCoaster Tycoon                 | Chris Sawyer                                                                                      | Xbox | - Xbox : 25 mars 2003 |

## Liste de jeux édités sous le nom «Atari»
| Titres                                      | Developpeurs                                                        | Plate(s)-forme(s)                                                       | Date de publication                                                                                   |
| ------------------------------------------- | ------------------------------------------------------------------- | ----------------------------------------------------------------------- | --- |
| V-Rally 3                                   | Eden Games Velez & Dubail (GBA)                                     | Windows Playstation 2 Gamecube Xbox Game Boy Advance                    | - PS2, GBA : 21 juin 2002 - Xbox : 28 mars 2003 - Gamecube : 27 juin 2003 - PC : 14 novembre 2003     |
| Neverwinter Nights                          | BioWare                                                             | Windows                                                                 | - Windows : 3 juillet 2002                                                                            |
| Stuntman                                    | Reflections Interactive Velez & Dubail (GBA)                        | Playstation 2 Game Boy Advance                                          | - PS2 : 6 septembre 2002 - GBA : 4 juillet 2003                                                       |
| Unreal Tournament 2003                      | Epic Games, Digital Extremes                                        | Windows Linux                                                           | - PC, Linux : 31 octobre 2002                                                                         |
| Unreal Championship                         | Epic Games, Digital Extremes                                        | Xbox                                                                    | - Xbox : 29 novembre 2002                                                                             |
| Unreal II: The Awakening                    | Legend Entertainment                                                | Windows Xbox                                                            | - PC : 7 fevrier 2003 - Xbox : 23 avril 2004                                                          |
| Enter the Matrix                            | Shiny Entertainment                                                 | Windows Playstation 2 Gamecube Xbox                                     | - PC, PS2, Gamecube, Xbox : 15 mai 2003                                                               |
| Ikaruga                                     | Treasure                                                            | Gamecube                                                                | - Gamecube : 23 mai 2003                                                                              |
| Kya: Dark Lineage                           | Eden Games                                                          | Playstation 2                                                           | - PS2 : 21 novembre 2003                                                                              |
| Astérix et Obélix XXL                       | Étranges Libellules Velez & Dubail (GBA)                            | Windows Playstation 2 Gamecube Game Boy Advance                         | - PC, PS2, Gamecube : 21 novembre 2003 - GBA : 18 juin 2004                                           |
| Unreal Tournament 2004                      | Epic Games, Digital Extremes                                        | Windows                                                                 | - PC : 19 mars 2004                                                                                   |
| Ballance                                    | Cyparade                                                            | Windows                                                                 | - PC : 2 avril 2004                                                                                   |
| Driv3r                                      | Reflections Interactive Velez & Dubail (GBA)                        | Windows Playstation 2 Xbox Game Boy Advance                             | - PS2, Xbox : 25 juin 2004 - PC : 18 mars 2005 - GBA : 14 octobre 2005                                |
| RollerCoaster Tycoon 3                      | Frontier Developments                                               | Windows MacOS                                                           | - PC : 3 novembre 2004 - MacOS : 25 novembre 2005                                                     |
| Fahrenheit                                  | Quantic Dream                                                       | Windows Playstation 2 Xbox                                              | - PC, PS2, Xbox : 16 septembre 2005                                                                   |
| The Matrix: Path of Neo                     | Shiny Entertainment                                                 | Windows Playstation 2 Xbox                                              | - PS2, Xbox : 11 novembre 2005 - PC : 25 novembre 2005                                                |
| Driver: Parallel Lines                      | Reflections Interactive                                             | Windows Playstation 2 Xbox Wii                                          | - PS2 : 17 mars 2006 - Xbox : 24 mars 2006 - PC, Wii : 29 juin 2007                                   |
| Western Commandos: La revanche de Cooper    | Spellbound Entertainment                                            | Windows                                                                 | - PC : 28 avril 2006                                                                                  |
| Astérix et Obélix XXL 2: Mission Las Vegum  | Étranges Libellules                                                 | Windows Playstation 2                                                   | - PC, PS2 : 30 juin 2006                                                                              |
| Neverwinter Nights 2                        | Obsidian Entertainment                                              | Windows                                                                 | - PC : 3 novembre 2006                                                                                |
| Arthur et les Minimoys                      | Étranges Libellules Mistic Software (GBA)                           | Windows Playstation 2 Game Boy Advance Nintendo DS Playstation Portable | - PC, PS2 : 17 novembre 2006 - DS : 14 décembre 2006 - GBA : 15 décembre 2006 - PSP : 23 février 2007 |
| Thrillville                                 | Frontier Developments                                               | Playstation 2 Playstation Portable                                      | - PS2 : 1 décembre 2006 - PSP : 9 février 2007                                                        |
| Neverwinter Nights 2: Mask of the Betrayer  | Obsidian Entertainment                                              | Windows                                                                 | - PC : 27 septembre 2007                                                                              |
| The Witcher                                 | CD Projekt                                                          | Windows                                                                 | - PC : 26 octobre 2007                                                                                |
| Alone In the Dark                           | Eden Games (PC, Xbox 360, PS3) Hydravision Entertainment (PS2, Wii) | Windows Playstation 2 Xbox 360 Playstation 3 Wii                        | - PC, PS2, Xbox 360, Wii : 20 juin 2008 - PS3 : 14 novembre 2008                                      |
| The Witcher: Enhanced Edition               | CD Projekt                                                          | Windows                                                                 | - PC : 19 septembre 2008                                                                              |
| Neverwinter Nights 2: Storm of Zehir        | Obsidian Entertainment                                              | Windows                                                                 | - PC : 21 novembre 2008                                                                               |
| Neverwinter Nights 2: Mysteries of Westgate | Ossian Studios                                                      | Windows                                                                 | - PC : 29 avril 2009                                                                                  |